# Rt straha (1991.)
Rt straha (eng. Cape Fear) je triler  Martina Scorsesea iz 1991. To je obrada istoimenog filma iz 1962. o obiteljskom čovjeku, bivšem javnom branitelju, čiju obitelj terorizira osuđeni silovatelj koji traži osvetu zbog toga što je proveo četrnaest godina u zatvoru zbog braniteljeve loše taktike na suđenju.

## Radnja
Sam Bowden (Nick Nolte) je bivši javni branitelj iz  Atlante koji pokušava početi novi život u korporativnom pravu za sebe i svoju obitelj u mirnom obalnom gradiću New Essex, Sjeverna Karolina. Max Cady (Robert De Niro) je bivši Samov klijent, kojeg je branio četrnaest godina prije na suđenju za silovanje šesnestogodišnje djevojčice. U vrijeme suđenja Max je bio nepismen i nije mogao pročitati izvještaj koji je Sam sakrio od njega, a koji bi pomogao da ga sud oslobodi ili mu ublaži kaznu. U izvještaju je pisalo kako je žrtva bila promiskuitetna, a glavna teza optužbe bila je da seksualni odnos nije bio dobrovoljan. U međuvremenu se Cady obrazovao i izašao iz zatvora te počeo planirati osvetu. Film doseže vrhunac u konačnom obračunu dvojice muškaraca za vrijeme olujnog nevremena na Rtu straha.

## Glumci
U filmu su nastupili Nick Nolte, Robert De Niro, Jessica Lange, Juliette Lewis, Joe Don Baker, Robert Mitchum, Gregory Peck, Martin Balsam, Illeana Douglas i Fred Dalton Thompson.
Mitchum, Peck i Balsam nastupili su i u originalnom filmu iz 1962.
Osim toga, bio je to zadnji film Gregoryja Pecka.

## Priča
Wesley Strick napisao je scenarij prema originalnom scenariju Jamesa R. Webba, koji je i sam bio adaptacija romana The Executioners Johna D. MacDonalda.
Film je nominiran za Oscare za najboljeg sporednog glumca (Robert De Niro) i najbolju sporednu glumicu (Juliette Lewis). Odlično je prošao u kinima te zaradio priznanja kritike. Iako su ga neki ocijenili jednim od Scorseseovih lošijih filmova, drugi su ga proglasili boljim od originala te ga opisali realističnijim, mračnijim i više uznemirujućim. Drugi su opet vidjeli original kao više zastrašujući s obzirom na dio koji je ostavljen na maštu gledatelja. Film je izazvao mnoge kontroverze zbog scena nasilja nad ženama koje su neki smatrali nepotrebno pretjeranim.
Film je parodiran u Simpsonima, u epizodi Cape Feare.
Film je originalno trebao režirati Steven Spielberg, a Scorsese je u to vrijeme bio glavni kandidat za režiju filma Schindlerova lista. Međutim, Scorsese je smatrao kako je za takav film potreban židovski redatelj, pa su se zamijenili za filmove.
Iako je film obrada izvornika iz 1962., Scorseseova režija podsjeća na jedan drugi Mitchumov film, The Night of the Hunter iz 1955., i radove  Alfreda Hitchcocka (posebno zbog suradnje s Hitchocockovim  grafičkim dizajnerom,  Saulom Bassom ( koji je radio na uvodnoj špici) i skladateljem  Bernardom Hermannom.

## Vanjske poveznice
- Rt straha u internetskoj bazi filmova IMDb-a